# La Palma Ejido del Depósito
La Palma Ejido del Depósito är en ort i kommunen San José del Rincón i delstaten Mexiko i Mexiko. Samhället hade 252 invånare vid folkräkningen 2020.